# Afrocanthium lactescens
Afrocanthium lactescens är en måreväxtart som först beskrevs av William Philip Hiern, och fick sitt nu gällande namn av Henrik Lantz. Afrocanthium lactescens ingår i släktet Afrocanthium och familjen måreväxter. Inga underarter finns listade i Catalogue of Life.